# Eletrocardiograma (álbum)
Eletrocardiograma é o primeiro álbum de estúdio da cantora, compositora e produtora musical Flora Matos. O álbum foi lançado de forma independente, oito anos após o lançamento da mixtape Flora Matos vs Stereodubs, que projetou a carreira da cantora no Brasil e no exterior, com a reprodução da música "Pai de Família" na rádio BBC de Londres, e a indicação da artista ao prêmio VMB na categoria Aposta do Ano.
Foi disponibilizado através de streaming via Youtube, Itunes e Spotify no dia 7 de setembro de 2017, feriado de Independência do Brasil. O disco foi bem recebido pela crítica e foi contemplado com o prêmio de Melhor Álbum na primeira edição do Women's Music Event Awards, realizado pela Vevo, além de ter sido eleito o 19º melhor disco brasileiro de 2017 pela revista Rolling Stone Brasil.

## Faixas
- Todas as canções foram escritas por Flora Matos.

| Eletrocardiograma |                                                                   |                 |         |  |
| N.º               | Título                                                            | Produtor(es)    | Duração |  |
| 1.                | "Perdendo o Juízo"                                                | Iuri Riobranco  | 3:28    |  |
| 2.                | "Me ame em Miami"                                                 | Willsbife       | 3:23    |  |
| 3.                | "Parando as Horas"                                                | Matos Nave      | 3:32    |  |
| 4.                | "Quando Você Vem (Ss)" (com participação de Robert 'Ahrel' Lumzy) | Matos           | 2:47    |  |
| 5.                | "O Jeito" (Guitarra: Duani)                                       | Matos Nave      | 3:10    |  |
| 6.                | "Bora Dançar"                                                     | Iuri Riobranco  | 3:44    |  |
| 7.                | "Deixa Brilhar"                                                   | Sants           | 2:40    |  |
| 8.                | "Não Vou Mentir"                                                  | Willsbife       | 3:05    |  |
| 9.                | "10:45"                                                           | Willsbife       | 2:25    |  |
| 10.               | "Sonhos Gangsta"                                                  | Matos Willsbife | 3:00    |  |
| 11.               | "Como faz (Acústico)"                                             | Matos           | 3:25    |  |
| 12.               | "Preta de Quebrada"                                               | Matos           | 3:26    |  |
| Duração total:    | Duração total:                                                    | Duração total:  | 38:06   |  |